# Хлоропірамін
Хлоропірамін (англ. Chloropyramine) — синтетичний препарат, що є похідним етилендіаміну та належить до антигістамінних препаратів І покоління, для перорального та парентерального застосування.

## Фармакологічні властивості

Просторова модель молекули

Хлоропірамін — синтетичний препарат, що є похідним етилендіаміну та належить до групи антигістамінних препаратів І покоління. Механізм дії препарату полягає у неселективному блокуванні Н1-рецепторів гістаміну, а також блокуванні м-холінорецепторів та серотонінових рецепторів. Хлоропірамін знижує проникність капілярів, знижує спазмогенний вплив гістаміну на гладку мускулатуру бронхів та кишечнику, має приблювотний та спазмолітичний ефект, та зменшує гіпотензивний ефект гістаміну. Хлоропірамін попереджує розвиток та полегшує перебіг алергічних реакцій негайного типу. Препарат має виражений протисвербіжний ефект, що виражений не тільки при алергічних дерматозах, але при свербежі неалергічного походження. Хлоропірамін має здатність до зв'язування із Н1-рецепторами головного мозку та одночасно блокує серотонінові та ацетилхолінові рецептори головного мозку, що обумовлює седативний та снотворний ефект препарату. Це дає можливість застосовувати препарат у випадках, коли слід поєднувати антигістамінний та седативний ефект (у випадку атопічного дерматиту, гострої та хронічної екземи, вираженого свербежу шкіри). Хлоропірамін може застосовуватися як перорально, так і вводитися внутрішньом'язово, а у важких випадках (наприклад набряк Квінке або анафілактичний шок) препарат може застосовуватися внутрішньовенно. Хлоропірамін може застосовуватися у немовлят старших 1 місяця.

### Фармакокінетика
Хлоропірамін швидко всмоктується як при пероральному, так і при парентеральному застосуванні. Початок дії препарату спостерігається через 15 хвилин після перорального застосування, максимальна концентрація в крові досягається протягом 2 годин, дія препарату триває 3-6 годин. Хлоропірамін рівномірно розподіляється в організмі. Препарат проникає через гематоенцефалічний бар'єр. Хлоропірамін проникає через плацентарний бар'єр та виділяється в грудне молоко. Метаболізується препарат у печінці. Виводиться препарат переважно нирками, частково виводиться з калом (у дітей виведення хлоропіраміну проходить швидше). Період напіввиведення хлоропіраміну не досліджений, але існує імовірність уповільнення виведення препарату при порушеннях функції печінки.

## Показання до застосування
Хлоропірамін застосовується при сезонному алергічному риніті; кон'юнктивіті; кропив'янці; контактному та атопічному дерматиті, екземі, нейродерміті (у тому числі у дітей); аліментарній алергії; алергічних реакціях, спричинених лікарськими засобами; алергії, спричиненій укусом комах; на початкових стадіях бронхіальної астми; у дітей при гострих респіраторних захворюваннях та кишкових інфекціях.
Препарат може застосовуватися як допоміжний метод лікування при важких алергічних реакціях та набряку Квінке.

## Побічна дія
При застосуванні хлоропіраміну можуть спостерігатися наступні побічні ефекти:
- Алергічні реакції — зрідка висипання на шкірі, свербіж шкіри, фотодерматоз.
- З боку травної системи — зрідка нудота, блювота, сухість в роті, діарея або запор, анорексія або підвищення апетиту, посилення симптомів гастроезофагеального рефлюксу, біль в епігастрії.
- З боку нервової системи — часто сонливість, підвищена втомлюваність, запаморочення; у дітей можливо частково стимулююча дія на центральну нервову систему, що проявляється у неспокої, підвищеній дратівливості, безсонні.
- З боку серцево-судинної системи — рідко (переважно у літніх хворих) тахікардія, аритмія, артеріальна гіпотензія.
- З боку сечовидільної системи — рідко затруднення при сечопуску.
- Зміни в лабораторних аналізах — рідко лейкопенія, агранулоцитоз, тромбоцитопенія, гемолітична анемія.

## Протипоказання
Хлоропірамін протипоказаний при підвищеній чутливості до препарату, закритокутовій глаукомі, загостренні бронхіальної астми, виразковій хворобі шлунку, інфаркті міокарда, аритмії, одночасному прийомі інгібіторів МАО, аденомі простати та затримці сечі. Хлоропірамін застосовується у дітей віком від 1 місяця. Хлоропірамін протипоказаний при вагітності та годуванні грудьми (адекватних та добре контрольованих досліджень на вагітних не було проведено).

## Форми випуску
Хлоропірамін випускається у вигляді таблеток по 0,025 г та ампул по 1 мл 2% розчину.

## Синтез
Хлоропірамін, N-(4-хлоробензил)-N′,N′-диметил-N-2-піридилетилендіамін синтезують реакцією 2-бромопіридіну з 2-бромопіридин з N-(4-хлоробензил)-N′,N′-диметилетилендіамін.
N-(4-Chlorobenzyl)-N′,N′-диметилетилендіамін, натомість синтезують конденсуючи 4-хлорбензальдегід з подальшим зменшенням імінної групи.